# 白鬚神社 (各務原市松本町)
白鬚神社（しらひげじんじゃ）は、岐阜県各務原市松本町に鎮座する神社。

## 概要
創立時期不詳。寛永年間の木曽川の洪水で流出し、現在地に移転したと伝わる。
慈勝寺（臨済宗妙心寺派）に隣接する。
式内社の尾張国葉栗郡川嶋神社であるという言い伝えがある。

## 祭神
- 猿田彦神

## 境内社
- 春日神社

元・春日神社（無格社）。1915年（大正4年）に白鬚神社の境内社となる。
- 金刀比羅神社

文政年間に各務郡持田村より謹請。
- 愛宕神社[1]

慶長年間に各務郡三井村より謹請
- 稲荷神社[1]
- 山神[1]

## 主な祭礼[1]
- 1月1日 - 歳旦祭
- 2月 - 春日神社例祭
- 3月 - 春祭
- 6月 - 愛宕神社例祭
- 11月 - 例祭、金刀比羅神社例祭
- 12月 - 秋祭